# Skegness
Skegness è una cittadina di 21.128 abitanti della contea del Lincolnshire, in Inghilterra.